# Sindżar
Sindżar, Singara (ang. Sinjar, kur. Şingar) – miasto w północno-zachodnim Iraku w muhafazie Niniwa, centrum administracyjne regionu Sindżar. Liczy około 39 875 mieszkańców (2006).
Pierwsze osadnictwo związane jest z kulturą Ubajd; rejon ten zasiedlony jest od około 6000 lat (znane jest około 200 miejsc związanych z osadnictwem na równinie). Miasto w starożytności znane pod nazwą Singara, posiadało strategiczne znaczenie (stacjonował tu rzymski Legio I Parthica). W 344 roku n.e. doszło do bitwy pod Singarą, podczas którego Rzymianie, pod wodzą Konstancjusza II, pobili wojska Sasanidów, dowodzone przez Szapura II. Obecnie miasto zamieszkiwane jest przez sunnitów i jezydów oraz niewielką liczbę chrześcijan.